# Rima Fakih
Rima Fakih (in arabo ريما فقيه‎?; Srifa, 22 settembre 1985) è una modella libanese naturalizzata statunitense incoronata Miss USA 2010.

## Biografia
Nata a Srifa, in Libano da una famiglia musulmana, nel 1993, insieme ai genitori Hussein e Nadia Fakih, si trasferisce a New York per sfuggire alla guerra civile libanese. La sua famiglia gestisce un ristorante a Manhattan, ma in seguito alle ondate di razzismo successive agli attentati dell'11 settembre 2001, si trasferiscono nella comunità araba di Dearborn in Michigan.
Nel 2008, Rima Fakih viene scelta per rappresentare il Michigan al concorso Miss Emigrante Libanese, che è parte del concorso Miss Libano, ed è riservato alle giovani libanesi che vivono al di fuori del Libano. Rima Fakih si classifica alla terza posizione nel concorso. Tuttavia nello stesso anno ottiene il titolo di Miss Michigan il 19 settembre 2009 presso il McMorran Place Theater Port Huron. Nel maggio 2010 quindi rappresenta il Michigan al concorso Miss USA 2010 tenuto presso il Planet Hollywood Resort and Casino di Las Vegas. Il 16 maggio 2010, Rima Fakih diventa la prima Miss Michigan ad ottenere la corona di Miss USA dal 1993, anno in cui era stata incoronata Kenya Moore. È la prima Miss USA musulmana.
In quanto detentrice del titolo di Miss USA, Fakih ha rappresentato gli Stati Uniti a Miss Universo 2010, che si è tenuto a Las Vegas il 23 agosto. Fakih non si è classificata fra le semifinaliste, ed è la prima volta che accade dal 2002 ad oggi. Nel 2011 ha intrapreso la carriera televisiva diventando concorrente e vincendo anche il programma WWE Tough Enough e successivamente ha presentato 3 puntate del programma WWE Raw ed è stata tra i giudici a Miss Usa 2011. Nel 2012 è stata giudice delle 12 puntate di The Choice ha posato per un calendario della WWE e ha condotto Summer Music nel mese di agosto. Nel 2013 conduce il programma di gossip Bar Fly ed è spesso ospite al programma Prime News With Erica Hill.
Nell'aprile 2016, Fakih si è convertito al cristianesimo maronita dall'Islam e ha sposato il produttore musicale libanese-canadese Wassim Slaiby, noto come Tony Sal. La coppia ha due bambini insieme.